# Ramal San Pedro-Quintero
El Ramal San Pedro-Quintero es una vía férrea que une las localidades de San Pedro y Quintero en la Región de Valparaíso, Chile. Fue construida entre los años 1914 y 1924, y prestó servicios de pasajeros hasta 1978. Desde entonces funciona como red de carga.

## Historia

### Antecedentes
Los orígenes de la construcción de la vía férrea se remontan a 1872, cuando Luis Cousiño compró la hacienda Quintero para la construcción de un puerto. Para la conexión del puerto al ferrocarril Valparaíso-Santiago se discutieron dos posibles trazados: uno vía La Calera o Nogales, y otro por San Pedro.
La muerte de Luis Cousiño en 1873 detuvo los proyectos hasta el año 1904, cuando su hijo Alberto Cousiño consiguió que el proyecto fuera tratado en el Congreso. Pese a la resistencia de los habitantes de Valparaíso, quienes veían una posible amenaza con la construcción de un nuevo puerto, fue aprobada la renovación de la concesión, lo que facultaba a Alberto Cousiño a construir el ferrocarril con trazado vía La Calera en trocha métrica. Durante los años siguientes se vieron diversas discusiones en el Congreso respecto a las implicancias económicas y estratégicas de la construcción del nuevo puerto y ferrocarril, lo que retrasó el inicio de los trabajos de construcción.
Tras una nueva discusión en el parlamento, se promulgó en febrero de 1912 una ley que le otorgó la concesión a Alberto Cousiño, con nuevas disposiciones, nuevos plazos e introducía algunos cambios, como por ejemplo se propuso inicialmente que empalmara con el Longitudinal Norte en la estación Nogales. Como consecuencia de esta ley se fundó la Sociedad Ferrocarril, Puerto y Balneario de Quintero al año siguiente, propiedad de Alberto Cousiño y su esposa Luisa Sebiré.
El Ministerio de Industria y Obras Públicas, bajo recomendación del Estado Mayor del Ejército, señaló la necesidad de realizar el empalme del ferrocarril en San Pedro, y seguir la vía del río Aconcagua y Ritoque, con troncha ancha de 1676 mm. El nuevo proyecto de ley que proponía el cambio fue presentado en 1913, lo que inició una nueva batalla legislativa con los representantes de Valparaíso.

### Construcción
A pesar de no haber sido aún aprobado el nuevo trazado por ley —que fue promulgado recién en 1918—, la construcción de la línea ferroviaria se inició en San Pedro en febrero de 1914 siguiendo la ruta propuesta por el gobierno. El muelle terminal de ferrocarril se terminó en 1923, y al año siguiente llegó la primera locomotora a Quintero. El servicio de pasajeros comenzó en 1925 con el material rodante arrendado a la Empresa de los Ferrocarriles del Estado. El tramo completo del ramal fue inaugurado oficialmente el 14 de marzo de 1926.

### Funcionamiento
Luego de la quiebra de la sociedad que operaba la vía, el ferrocarril dejó de funcionar en 1931, y al año siguiente fue traspasado para su explotación de manera provisional a la Empresa de los Ferrocarriles del Estado. En 1939, luego de una subasta en remate público, fue adquirido en forma definitiva por la empresa fiscal, la cual lo operó de manera separada hasta 1943, fecha en que fue integrado de forma definitiva a la empresa.

## Infraestructura
El ramal posee una troncha ancha de 1676 mm, y contaba con ocho estaciones para pasajeros:
- Estación San Pedro
- Estación Aconcagua
- Estación Manzanar
- Estación Mauco
- Estación Colmo
- Estación Concón
- Estación Ritoque
- Estación Quintero